# Hesperumia sulphuraria
Hesperumia sulphuraria là một loài bướm đêm trong họ Geometridae.